# Cratere Asau
Asau  è un cratere sulla superficie di Marte.